# Käthe Krauss
Käthe Krauss (tyska: Käthe Krauß), född 29 november 1906 i Dresden, död 9 januari 1970 i Mannheim, var en tysk friidrottare.
Käthe Krauss blev guldmedaljör på 100 meter och 200 meter samt bronsmedaljör i diskus och guldmedaljör i stafett 4 x 100 meter (med Margarete Kuhlmann, Marie Dollinger och Selma Grieme) vid den IV.e damolympiaden 1934 i London.
Den 21 juni 1936 satte hon världsrekord i stafettlöpning 4 x 100 meter (med Käthe Krauß som första löpare, Emmy Albus, Marie Dollinger och Grete Winkels) vid tävlingar i Köln (ASV-Sportfest, Müngersdorfer Stadion).
Senare under 1936 deltog Krauss vid de Olympiska sommarspelen i Berlin där hon tävlade även med stafettlaget på 4 x 100 meter. Under försöksheaten den 8 augusti satte laget (med Emmy Albus, Käthe Krauss, Marie Dollinger och Ilse Dörffeldt) nytt världsrekord på distansen. Under finalen den 9 augusti tappades stafettpinnen vid det sista bytet (mellan Dollinger och Dörffeldt) varpå laget diskvalificerades. Rekordet skulle dock stå sig till 1952. Vid OS blev hon även olympisk bronsmedaljör på 100 meter.
1938 deltog hon vid EM i friidrott (det första EM där damtävlingar var tillåtna även om herrtävlingen hölls separat) 17 september–18 september på Praterstadion i Wien. Under tävlingarna tog hon guldmedalj i stafett 4 × 100 meter (med Josephine Kohl, Krauss som andre löpare, Emmy Albus och Ida Kühnel).